# جوزيف دنيس (رياضياتي)
جوزيف دنيس (بالإنجليزية: Joseph Dennis)‏ هو رياضياتي أمريكي، ولد في 11 أبريل 1905، وتوفي في 1977.